# 赵恒惕
赵恒惕（1880年12月25日—1971年11月23日），字夷午、彝五，号炎午。湖南衡山人。1920～1926年湖南军政首领，聯省自治擁護者，二次革命和國民黨內反孫中山派系的代表人物之一。

## 生平
- 1904年武昌方言学堂毕业，赴日本留学，入东京振武学校。
- 1905年加入同盟会和黄兴的铁血丈夫团。
- 1906年：考入日本陆军士官学校
- 1908年：于日本陆军士官学校第六期炮科毕业，同期同学中有唐继尧、阎锡山、程潜、李烈钧等人。
- 1909年回国，随蔡锷主办广西陆军小学堂，历任广西常备军协统、广西督练公所会办。
- 1911年：辛亥革命後，趙恆惕率新军拥立广西巡抚兼湖南同鄉沈秉堃宣布独立。旋随沈秉堃率部北上，驰援武汉，黎元洪任命为左翼军总司令，驻孝感，与南下之清军对峙。
- 1912年中华民国成立后任南京第8师第16旅旅长，受黄兴之命率兵返湘协助湖南都督谭延闿遣散湖南民军。
- 1913年追随谭延闿参加二次革命，率师攻鄂，旋被袁世凯派遣入湘的汤芗铭俘获，押解入京判刑10年。
- 1915年经黎元洪、蔡锷等具保，获释出狱。次年，回湖南，任湘军第一师师长，嗣后代督军。
- 1917年7月底，赵恒惕与零陵镇守使刘建藩，以及派驻衡阳的第二旅旅长林修梅联名通电，率领湘西24县宣布独立护法。当时赵恒惕父亲刚去世，赵恒惕办完丧事立即投入护法战争，与刘建藩在衡山萱洲河一带列阵御敌，击败北军王汝贤、范国璋等部。是年冬，赵恒惕率部屯驻岳州。
- 1920年6月，與譚延闓同盟，驅離由北京國民政府擁戴的皖系軍人，湖南督軍張敬堯。

11月，擊敗湖南省督軍兼省長譚延闓，成為湘军总司令兼湖南省長。
12月，召开湖南省议会，积极倡议联省自治，创制「省宪」。
- 1921年4月6日，被湖南省议会选为省长。

7月至10月，與李書城合作發兵湖北督軍兼民政長王占元，該役稱“湘军援鄂”，王占元兵敗下野，逃往天津。
- 1922年1月1日，赵恒惕正式公布《湖南省宪法》。

1月7日，赵恒惕主持的湖南省全民直选的竞选活动正式开始。
3月30日全省75县选出议员163人。
5月1日，湖南第一届省议会自行集会。
9月10日全省县议员投票选举，赵恒惕高票当选为省长，就任由《湖南省宪法》所产生的中国首位間接“民选省长”。
- 1923年5月，赵恒惕批准成立湖南大学。

7月，加大司法经费的投入，并分三期普设法院。
8月25日，趙恒惕所轄部隊與譚延闓部隊在湖南省交戰，為譚趙之戰。
11月7日，譚趙之戦結束，趙得到吳佩孚部隊增援，趙恒惕鞏固其於湖南的統治者地位。
- 1925年3月2日，赵恒惕又主持制定对军额进行限制的新编制，并决定举行第一届县知事考试。

庇護因第2次直奉戰爭下野的吳佩孚。
- 1926年春，湖南省第四師師長唐生智起兵反趙，进逼长沙。趙恒惕3月12日凌晨辭職离开长沙，通電下野，避居上海。
- 1937年4月。因中日关系紧张，赵恒惕由上海返回湖南，参加抗日活动。7月赵恒惕致函蒋介石，建议坚持长期抗战。

11月受湖南省政府聘请担任新成立的湖南省军事参议会议长
- 1939年担任国民政府军事委员会上将军事参议官，8月出任湖南省临时参议会议长。
- 1944年日本人密遣在上海开酒家的赵某来湖南劝说赵恒惕在武汉组建伪政府。恒惕闻之大怒，怒斥说客赵某无耻，并将其捆送政府严办。[1]
- 民國三十六年（1947年），在原籍湖南省衡山縣當選為第一屆國民大會代表。
- 1949年去英屬香港，后去台湾，1960年在台湾任总统府资政。 晚年信佛。

## 相關人物
四大師長：趙恒惕主政湖南省時主要的軍事左右手
贺耀组（湘軍第1師師長）
鲁涤平（湘軍第2師師長）
叶开鑫（湘軍第3師師長）
唐生智（湘軍第4師師長）